# Правительство Еханурова
Правительство Юрия Еханурова — кабинет министров Украины с сентября 2005 по август 2006, четырнадцатое правительство страны с момента провозглашения независимости.
8 сентября президент Виктор Ющенко назначил Юрия Еханурова исполняющим обязанности премьер-министра Украины, отправив в отставку Юлию Тимошенко и её правительство.
Многие министры правительства Тимошенко сохранили свои посты и в правительстве Еханурова. Покинули правительство в основном представители блока БЮТ.
Для утверждения Еханурова в качестве премьер-министра Верховной Раде потребовались два голосования. В первый раз, 20 сентября 2005, не хватило трёх голосов до требуемых 226. 22 сентября, после переговоров президента Ющенко с руководителями оппозиционных фракций, за Еханурова проголосовало 289 из 339 присутствовавших депутатов. В первую очередь, этому поспособствовало достижение договорённости между Виктором Ющенко и его основным соперником — Виктором Януковичем, руководителем Партии регионов. Члены фракций Коммунистической партии Украины и Социал-демократической партии Украины (объединённой) воздержались.
Еханурова рассматривают как опытного администратора и управленца, но не политика. Как и Ющенко, он является сторонником экономической либерализации и приватизации и не поддерживал идею реприватизации, выдвигавшуюся его предшественницей — Юлией Тимошенко.
Наиболее значительные события в экономической и политической жизни страны за время работы правительства Юрия Еханурова:
- конфликт между Россией и Украиной в отношении цен на газ.
- конфликт между законодательной и исполнительной властью в январе 2006, приведший к принятию Верховной радой постановления об отставке правительства, однако президент Виктор Ющенко отказался его утвердить, и все члены кабинета продолжили свою деятельность с приставкой «и. о.» («исполняющий обязанности»).
- парламентские выборы в марте 2006. Юрий Ехануров возглавил список пропрезидентской партии Народный Союз «Наша Украина» и был избран в Верховную раду.

В результате длительной политической борьбы, последовавшей за выборами, Юрий Ехануров 4 августа 2006 был вынужден уступить свой премьерский пост Виктору Януковичу.

## Состав Кабинета Министров
В соответствии со статьёй 114 Конституции Украины от 28 июня 1996 г. в состав Кабинета Министров Украины входили: Премьер-министр Украины, Первый вице-премьер-министр, три вице-премьер-министра, министры.
В соответствии со статьёй 114 Конституции Украины от 28 июня 1996 г. (в редакции Закона Украины от 8 декабря 2004 г. № 2222-IV, вступившего в силу с 1 января 2006 г.) в состав Кабинета Министров Украины входили: Премьер-министр Украины, Первый вице-премьер-министр, вице-премьер-министры, министры.
После даты назначения или освобождения от должности членов Кабинета Министров стоит номер соответствующего Указа Президента Украины или Постановления Верховной Рады Украины.
Члены правительства расположены в списке в хронологическом порядке по дате их назначения.
- Ехануров Юрий Иванович — Премьер-министр Украины (22 сентября 2005 г., № 1323/2005 — 4 августа 2006 г., № 78-V)
- Безсмертный Роман Петрович — Вице-премьер-министр Украины (27 сентября 2005 г., № 1345/2005 — 29 ноября 2005 г., № 1662/2005)
  - Член правительства Юлии Тимошенко (был вице-премьером по административной реформе). В ноябре 2005 подал в отставку, чтобы посвятить себя партийным делам и подготовке к парламентским выборам).
- Кириленко Вячеслав Анатольевич — Вице-премьер-министр Украины (27 сентября 2005 г., № 1347/2005 — 4 августа 2006 г., № 87-V[1])
  - Член правительства Юлии Тимошенко (был министром труда и социальной политики). В 1993—1999 — один из ведущих деятелей Народного руха Украины. С 1998 — депутат Верховной Рады.
- Балога Виктор Иванович — Министр Украины по вопросам чрезвычайных ситуаций и по делам защиты населения от последствий Чернобыльской катастрофы (27 сентября 2005 г., № 1350/2005 — 4 августа 2006 г., № 87-V)
- Плачков Иван Васильевич — Министр топлива и энергетики Украины (27 сентября 2005 г., № 1352/2005 — 19 января 2006 г., 3387-IV)
  - Член правительства Юлии Тимошенко (на той же должности).
- Тополов Виктор Семенович — Министр угольной промышленности Украины (27 сентября 2005 г., № 1354/2005 — 4 августа 2006 г., № 87-V)
- Барановский Александр Петрович — Министр аграрной политики Украины (27 сентября 2005 г., № 1356/2005 — 4 августа 2006 г., № 87-V)
  - Член правительства Юлии Тимошенко (на той же должности).
- Павленко Юрий Алексеевич — Министр Украины по делам семьи, молодежи и спорта (27 сентября 2005 г., № 1358/2005 — 4 августа 2006 г., № 87-V)
  - Член правительства Юлии Тимошенко (на той же должности). Родился в 1975. С 2002 года — депутат Верховной Рады. До этого работал журналистом. Последнее место работы — пресс-служба пивоваренного комбината «Славутич».
- Тарасюк Борис Иванович — Министр иностранных дел Украины (27 сентября 2005 г., № 1360/2005 — 4 августа 2006 г., № 87-V)
  - Член правительства Юлии Тимошенко (на той же должности).
- Игнатенко Павел Николаевич — Министр охраны окружающей природной среды Украины (27 сентября 2005 г., № 1362/2005 — 4 августа 2006 г., № 87-V)
  - Член правительства Юлии Тимошенко (на той же должности). До прихода в правительство — депутат Верховной Рады.
- Николаенко Станислав Николаевич — Министр образования и науки Украины (27 сентября 2005 г., № 1364/2005 — 4 августа 2006 г., № 87-V)
  - Член правительства Юлии Тимошенко (на той же должности). Родился в 1956 году. Депутат Верховной Рады с 1994 года (Социалистическая партия Украины). До избрания в Раду работал педагогом.
- Шандра Владимир Николаевич — Министр промышленной политики Украины (27 сентября 2005 г., № 1366/2005 — 4 августа 2006 г., № 87-V)
  - Член правительства Юлии Тимошенко (на той же должности). Родился в 1963 году. С 2002 года — депутат Верховной Рады (блок «Наша Украина»). Один из владельцев Славутского рубероидного завода.
- Луценко Юрий Витальевич — Министр внутренних дел Украины (27 сентября 2005 г., № 1368/2005 — 4 августа 2006 г., № 87-V)
  - Член правительства Юлии Тимошенко (на той же должности).
- Буца Богдан Эммануилович — Министр Кабинета Министров Украины (27 сентября 2005 г., № 1370/2005 — 4 августа 2006 г., № 87-V)
- Яценюк Арсений Петрович — Министр экономики Украины (27 сентября 2005 г., № 1372/2005 — 4 августа 2006 г., № 87-V)
- Сташевский Станислав Телисфорович- Первый вице-премьер-министр Украины (27 сентября 2005 г., № 1377/2005 — 4 августа 2006 г., № 87-V)
- Сахань Иван Яковлевич — Министр труда и социальной политики Украины (27 сентября 2005 г., № 1378/2005 — 4 августа 2006 г., № 87-V)
- Качур Павел Степанович — Министр строительства, архитектуры и жилищно-коммунального хозяйства Украины (28 сентября 2005 г., № 1386/2005 — 4 августа 2006 г., № 87-V)
- Пинзеник Виктор Михайлович — Министр финансов Украины (28 сентября 2005 г., № 1394/2005 — 4 августа 2006 г., № 87-V)
  - Член правительства Юлии Тимошенко (на той же должности).
- Бондарь Виктор Васильевич — Министр транспорта и связи Украины (28 сентября 2005 г., № 1397/2005 — 4 августа 2006 г., № 87-V)
- Гриценко Анатолий Степанович — Министр обороны Украины (30 сентября 2005 г., № 1399/2005 — 4 августа 2006 г., № 87-V)
  - Член правительства Юлии Тимошенко (на той же должности).
- Лиховой Игорь Дмитриевич — Министр культуры и туризма Украины (5 октября 2005 г., № 1415/2005 — 4 августа 2006 г., № 87-V)
- Мельник Юрий Федорович — Вице-премьер-министр Украины (5 октября 2005 г., № 1416/2005 — 4 августа 2006 г., № 87-V)
- Головатый Сергей Петрович — Министр юстиции Украины (6 октября 2005 г., № 1425/2005 — 19 января 2006 г., № 3387-IV)
- Поляченко Юрий Владимирович — Министр здравоохранения Украины (12 октября 2005 г., № 1436/2005 — 4 августа 2006 г., № 87-V)

Постановлением Верховной Рады Украины от 10 января 2006 г. № 3295-IV Премьер-министр Украины, члены Кабинета Министров Украины отправлены в отставку. Кабинету Министров Украины, отправленному в отставку, поручено исполнять свои полномочия до начала работы вновь сформированного Кабинета Министров Украины (данное постановление отменено Постановлением Верховной Рады Украины от 25 июля 2006 г. № 31-V).
В соответствии со статьёй 115 Конституции Украины (в редакции Закона Украины от 8 декабря 2004 г. № 2222-IV, вступившего в силу с 1 января 2006 г.) Кабинет Министров Украины сложил полномочия перед вновь избранной Верховной Радой Украины V созыва на её первом заседании 25 мая 2006 г. и продолжил исполнять свои полномочия до начала работы вновь сформированного Кабинета Министров Украины.

## Члены Правительства Тимошенко, покинувшие Кабинет министров Украины при смене Премьер-министра
В связи с отставкой Юлии Тимошенко правительство также покинули:
- Первый вице-премьер Анатолий Кинах
- Вице-премьер по вопросам европейской интеграции Олег Рыбачук
- Вице-премьер по гуманитарным вопросам Николай Томенко
- Министр экономики Сергей Терехин
- Министр транспорта и связи Евгений Червоненко
- Министр по вопросам чрезвычайных ситуаций Давид Жвания
- Министр юстиции Роман Зварич
- Министр культуры Оксана Билозир
- Министр здравоохранения Николай Полищук

В отставку также ушли:
- Государственный секретарь (руководитель секретариата) президента Украины Александр Зинченко
- Секретарь совета национальной безопасности и обороны Пётр Порошенко
- Глава Службы безопасности Украины Александр Турчинов